# Буатель
«Буате́ль» (фр. Boitelle) — новела французького письменника Гі де Мопассана, видана в 1889 році. Сюжет твору розповідає про «вічне кохання» француза до негритянки, що зазнало краху через расову упередженість.

## Історія
Вперше ця новела була надрукована в газеті «L'Écho de Paris» 22 січня 1889 року. Автор присвятив її художнику Роберові Пеншону. Пізніше Гі де Мопассан включив цей твір до збірки «З лівої руки», яка була видана 1899 року. Український переклад твору здійснила Людмила Івченкова. В її перекладі новелу опублікували у видавництві «Дніпро» двічі: у восьмитомному зібранні творів Гі де Мопассана (1969—1972) і двотомному виданні вибраних творів письменника (1990).

## Сюжет
Антуан Буатель — голова багатодітної родини і сумлінний робітник, але його долі ніхто не заздрить, адже чоловікові доводиться працювати золотарем. На таку роботу Буатель погоджується лише заради дітей. Як він сам визнає, нездарою його зробили власні батьки, які пішли супроти кохання молодого хлопця, після чого щастя йому вже ніколи не посміхалось.
В юнацькі роки Буатель служив солдатом у портовому місті Гаврі. Улюбленою його розвагою були прогулянки набережною, де продавали екзотичних птахів. Та одного разу Антуан побачив там екзотику зовсім іншого ґатунку. Чорношкіра служниця місцевої кав'ярні впала в очі хлопцю, а невдовзі у дівчини знайшлися й інші чесноти: працелюбність, скромність, приязна вдача та ще й невеличкий спадок на додачу, попри те, що вона була сиротою. За три місяці Буатель надумав одружитися, проте за старим звичаєм спочатку вирішив просити благословення у батьків. Зачувши, що дівчина чорна, провінційні селяни навіть не спромоглися уявити її, а тому запросили сина з обранкою на «оглядини». Під час цих гостин дівчина відразу відчула неприязнь, яку намагалася щосили здолати повним послухом, щирою допомогою, вмілим куховарством. Та зашкарублих у расовій упередженості старих ніщо не могло переконати, згоди на шлюб вони не дали.
Дівчина повернулася до Гавру, відтоді Антуан її ніколи не бачив і ніколи не міг забути. Вона пасувала його характеру якнайкраще. Попри те, що згодом чоловік одружився і мав багатьох дітей із відданою дружиною-француженкою, він залишався глибоко нещасним.

## Аналіз твору
Новела «Буатель» висвітлює явище так званого вічного кохання, тобто почуття надзвичайної сили, що викликає стійку прив'язаність до об'єкту любові і перевершує силою звичайні закоханості або пересічні сексуальні потяги. Питання про існування вічної любові Гі де Мопассан неодноразово підіймав у своїх творах (наприклад, у новелах «Любов», «Перебивниця стільців», «Щастя») і в усіх відповідав на це питання ствердно. В «Буателі» показаний незвичайний випадок такого почуття, оскільки цьому коханню доводиться долати не соціальну чи класову нерівність, а расові відмінності. Самі молодята впорались з цієї задачею, не надаючи ваги несуттєвим відмінностям і повністю зосередившись на душевних якостях, які виявились у них схожими. Але на шляху до щастя стали забобонні звичаї. Як простолюдин Антуан вихований у відданості волі батьків, тому не бажає їм суперечити, але старі виявились немудрими. Вони так і не змогли подолати упередженості щодо кольору шкіри, навіть не намагаючись приховати нетолерантність до юнки.
Іншим психологічним аспектом цієї новели є питання про відданість власному «я», поглядам, уподобанням. Буатель кориться волі старших і зраджує себе (а заразом і кохану), але розплата за таку зраду неминуча і болюча — абсолютно нездале життя. Опосередковано чоловікові доводиться заплатити за зраду навіть тягарем неприємної професії. Деякі з сучасних психологів у своїх дослідженнях відмічають кореляцію між професійними успіхами та задоволеністю особистим життям, тобто ця сторона новели також відбиває реальність, а не є авторською вигадкою.